# Sainte-Colombe (Seine-et-Marne)
Sainte-Colombe is een gemeente in het Franse departement Seine-et-Marne (regio Île-de-France) en telt 1697 inwoners (1999). De plaats maakt deel uit van het arrondissement Provins.

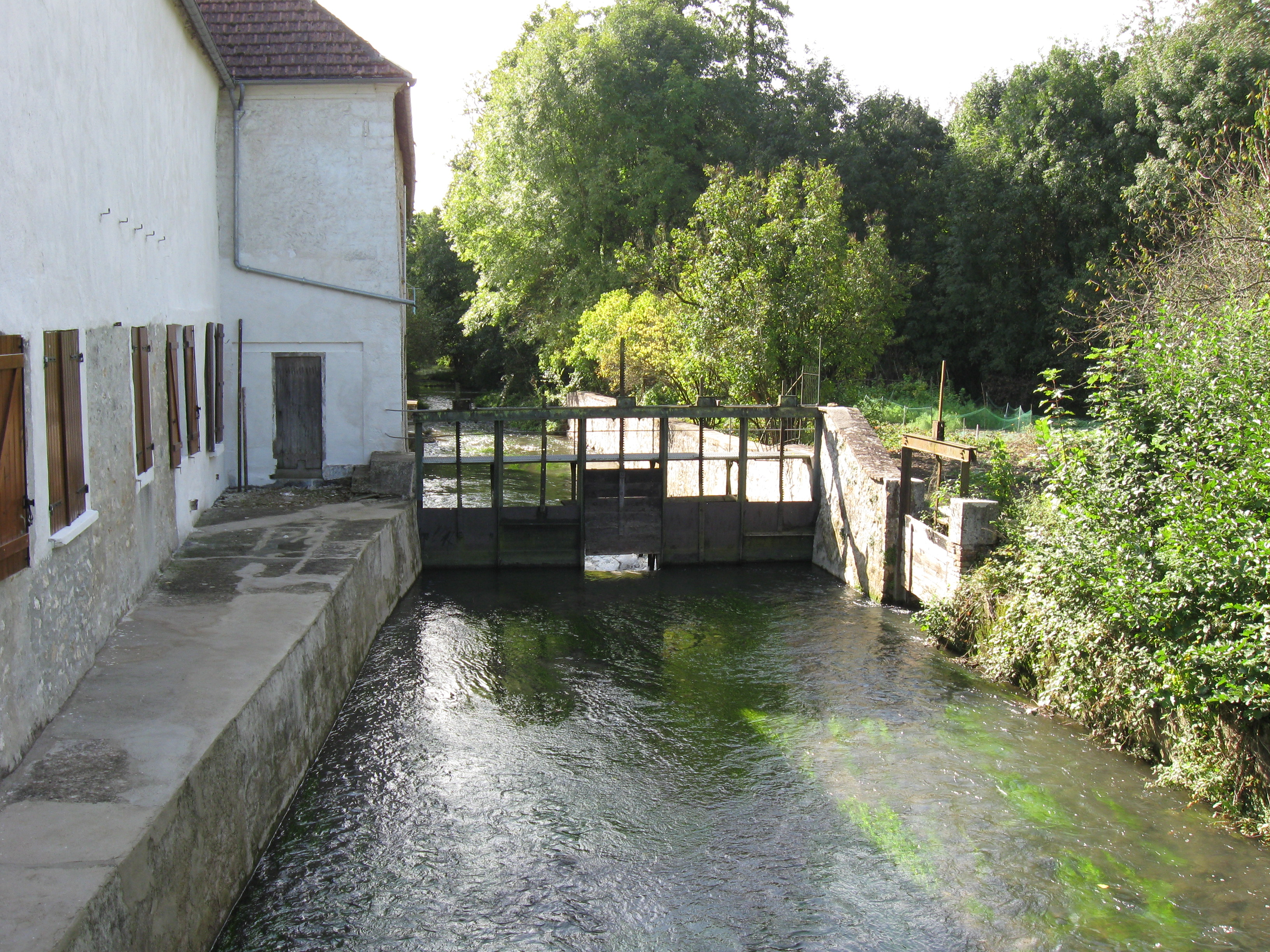
Sainte-Colombe
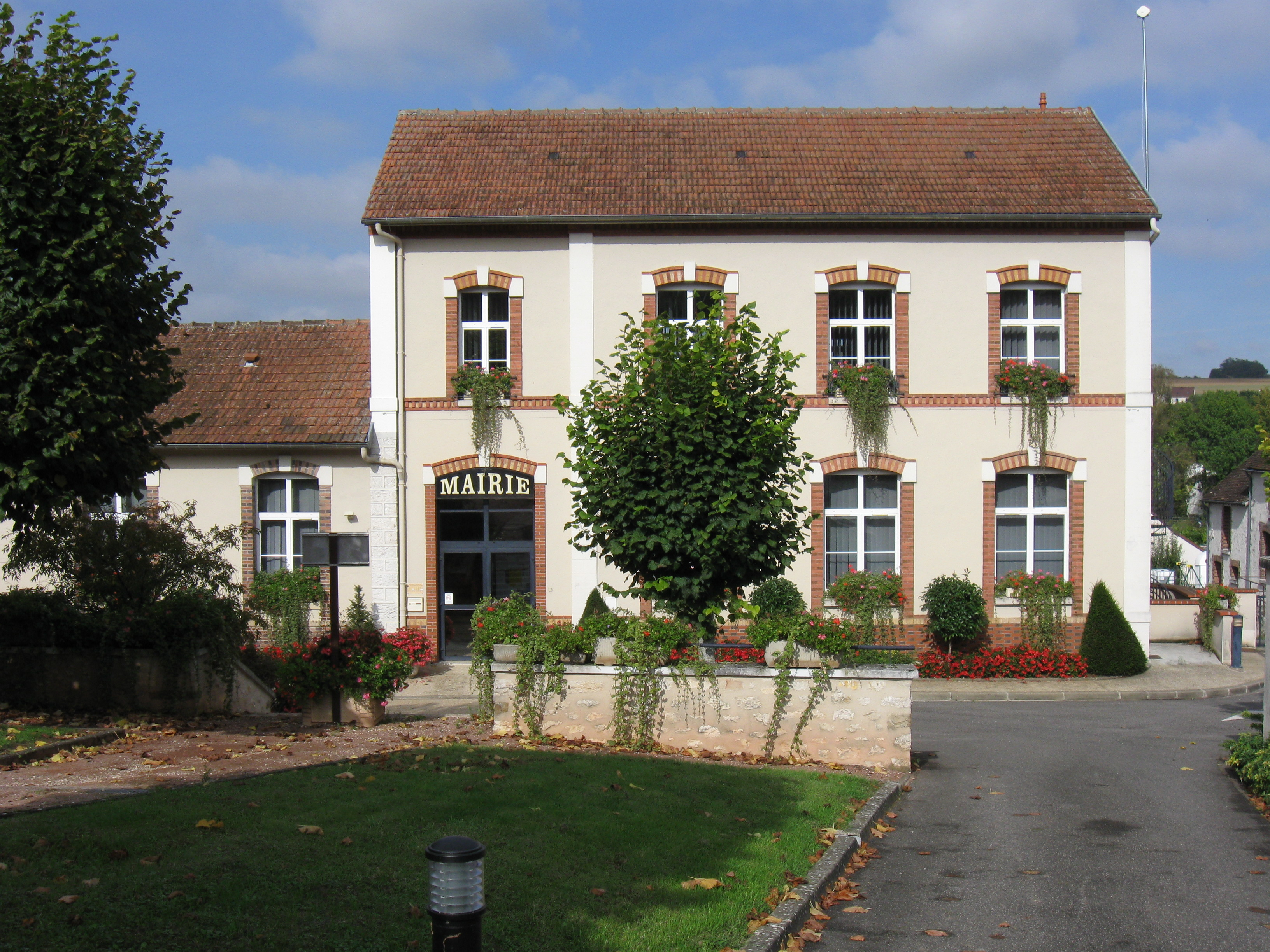
Gemeentehuis

## Geografie
De oppervlakte van Sainte-Colombe bedraagt 8,1 km², de bevolkingsdichtheid is 209,5 inwoners per km².

## Verkeer en vervoer
In de gemeente ligt spoorwegstation Sainte-Colombe Septveilles.
De onderstaande kaart toont de ligging van Sainte-Colombe (Seine-et-Marne) met de belangrijkste infrastructuur en aangrenzende gemeenten.

## Demografie
Onderstaande figuur toont het verloop van het inwonertal (bron: INSEE-tellingen).